# تقنيع (فن)
التقنيع في مجالات الفنون والحرف والهندسة، هو استخدام مواد خاصة بهدف حماية مناطق معينة في عمل فني أو بهدف التركيز على منطقة معينة في العمل. يمكن أن يصف «التقنيع» التقنيات أو المواد المستخدمة للتحكم في التغييرات التي تطرأ على العمل الفني وحمايته أو حماية مناطق معينة من هذا التغير. يمكن أن يصف «التقنيع» كذلك آلية تتسبب (بقصد أو بغير قصد) بإخفاء شعور نابع من العمل الفني أو منع إثارته (العمل الفني) لأي إحساس.
مصطلح تقنيع مشتق من «قناع»، بمعني أنه يخفي شيئا ما (عادة وجه) عن الأنظار.

## استخدامه في الرسم
يعتبر التقنيع مُكمّلاً لبراعة الرسّام في التحكم في أماكن وضع الطلاء. من الأمثلة على ذلك: استخدام المرسام أو الشريط اللاصق لحماية المناطق التي لا يُراد طلاؤها.

### الأقنعة الصلبة
معظم الأقنعة الصلبة تتطلب نوع من أنواع المواد اللاصقة لتثبيته في مكان ما على العمل الفني. بعض هذه «الأقنعة» تكون مغطاة بالمادة اللاصقة مسبقا، مثل الشرائط اللاصقة أو ا الـFrisket. تتوفر «الأقنعة الصلبة» ويتم بيعها بأحجام كبيرة، وتُستخدم كثيرا في أعمال الطلاء الضخمة. تُصنع الأقنعة الصلبة من عدة مواد، منها:
منتجات ورقية:
- ورق كرافت
- Butcher paper (نوع من أنواع ورق الكرافت)
- الشرائط اللاصقة الورقية

أشرطة بلاستيكية:
- Frisket
- شرائط البولييرستر

المراسيم:
- الشاشات الحريرية

### الأقنعة السائلة
يُفضل استخدام الأقنعة السائلة في الأعمال التي تحتاج دقة التنفيذ؛ فهمي تمنع الطلاء من التسرب وتنتج حوافا دقيقة. يجب الاحتراس عند إزالة الأقنعة السائلة حتى لا يتعرض العمل الفني للضرر. تتوفر الأقنعة السائلة بعدة أنواع منها:
- اللثى (تسمى أيضا اللاتكس أو المطاط الطبيعي) أو المبلمر (يسمى أيضا البوليمر)
- الشمع الذائب
- الجسو (مزيج من الطلاء الأبيض يتكون من مادة رابطة ممزوجة بالطباشير أو الجبس أو الأصباغ أو أي خليط من هذه المواد)

## استخدامه في التصوير الفوتوغرافي
تُستخدم الأقنعة في التصوير الفوتوغرافي بهدف تحسين جودة الصور.
في تمثيلات المشاهد الواقعية - مثل التمثيلات الفوتوغرافية أو المطبوعة أو الأفلام وعروض الفيديو- فإن التباين الديناميكي المتاح للعين البشرية عند مشاهدة مشهد معيّن، لا يتوفر في المادة التي يتم انتاجها في هذه التمثيلات لنفس ذلك المشهد. بالتالي، فإن ضبط التباين ساعد على استعادة بعض صفات المشهد الأصلي. عادة ما يتم إجراء التعديلات على بقع الضوء غير الواضحة أو على مناطق الظل المكسورة أو المشوشة أو على الألوان غير المشبعة. ما يميز الأقنعة المستخدمة في هذه العمليات، أنها مُنتجة من نفس الصورة التي يتم تعديلها، فهي تعتبر نوع من أنواع العودية أو التكرارية
الأقنعة المستخدمة لإنتاج تأثيرات أخرى مماثلة لتلك المستخدمة في الرسم.

### التحكمبالتعريض

#### فيلم
تتمثل الطرق الأساسية في التحكم بالتعريض فيما يسمى Dodging and burning (حرفيا: المراوغة والحرق)، وهي عملية تقوم على تفتيح تقليل التعريض منطقة معينة في الصورة ومن ثم تغميق زيادة التعريض في نفس المنطقة. يمكن استخدام أدوات مختلفة في عمليات التعديل هذه، منها استخدام قطع مُشكلة ومصنوعة من مادة سوداء اللون (مثل رقائق الاستوديو studio foil والرغوة foam والورق) أو قد يستخدم المصور يده في تعديل الصور يدويا.
لصنع قناع فوتوغرافي، يتم تعريض ورق فيلم سلبي إلى شريط الفيلم الأصلي السلبي أو إلى شريحة موجبة. ثم يتم دمج كلا الفيلمين لإنتاج صورة معالجة إيجابية.

#### ديجيتال
تقدم برامج تحرير الصور أمر «تحديد الكل», بمجرد تحديد منطقة التعديل ونوعه، سيتم تطبيق التعديل على المنطقة. توفر التطبيقات المتقدمة طرقًا أكثر لتحديد أجزاء من الصورة، بالإضافة إلى طرق دمج هذه التعديلات.

### تقنيع التباين
عند الحاجة إلى تعديل مجال التباين في صورة، فإن أبسط حل هو إنشاء قناع تباين. الصورة الناتجة من معالجتها بقناع تباين تشبه إلى حد كبير تلك التي يتم تعريضها إلى neutral density filter  (حرفيا: مُرشّح كثافة محايد) لكن التأثير سيكون مركزا على الأجزاء المحددة من الصورة. تكون المناطق التي يتم حجبها في الصورة هي مناطق الضوء، أما المناطق التي يُسمح بظهورها فهي المناطق المُظلّلة، بالتالي تكون النتيجة صورة بتفاصيل أكثير دقة في كل منطقة.

#### فيلم
غالبا ما يتم صنع القناع من فيلم أبيض وأسود عالي الجودة مثل Kodak Technical Pan.
ويتم تقليل وقت معالجة الصورة حتى لا تتعارض مع الفيلم السلبي الأصلي. بعدها، يتم دمج كلا الفيلمين السلبيين ومن ثم رصهما في طبقات لإنتاج صورة متعددة الألوان وتسمى هذه العملية بـ Printing registration، ويتم تعريضهما لـ exposure لمدة أطول للتعويض عن وجود القناع.

#### ديجيتال
من خلال التحرير الرقمي، أصبح إنشاء أقنعة تباين أسهل بكثير. يتم إنتاج نسخة من الصورة التي سيتم تعديلها بتدرج رمادي، وذلك إما من خلال تقليل تشبع الألوان أو بحساب نسب محددة للـ color channels في الصورة، قلبها وتشويشها. بعدها يتم دمج كلا الصورتين، الأصلية والمعدلة بالتقنيع، لإنتاج الصورة النهائية المعدلة. بعض تطبيقات التحرير تسمح بالمزيد من التحسين على الصورة من خلال تغيير قوة الدمج بين الصورتين.

### تقنيع زيادة الحدة
يستخدم هذا النوع من التقنيع نموذجا مشوشا من الصورة الأصلية، ويقوم برفع تباين الألوان على طول مناطق معتدلة الاختلاف في التباين. يتسبب ذلك بزيادة التعريض بشكل مفرط في مناطق الضوء حول الحواف، أما في مناطق الظلال فيكون التعريض خفيفا جدا. عند رفع التباين إلى الحد يقصى تصبح الحواف مرئية بشكل كبير ويقلل ذلك من جودة الصورة – تسمى هذه الظاهرة بالأثير الضوئي.
لا يؤدي استخدام «تقنيع زيادة الحدة» إلى زيادة حقيقة في تفاصيل الصورة، حيث لا يمكن استعادة هذا التفاصيل التي فُقدت في الصورة المشوشة.

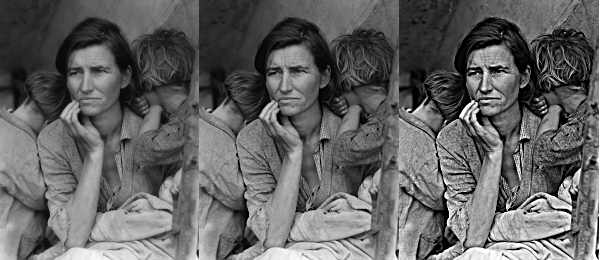
(من اليسار لليمين): الصورة غير المعدلة، استخدام خفيف لتقنيع زيادة الحدة, استخدام عالي لتقنيع زيادة الحدة

#### فيلم
يستخدم المصور الفوتوغرافي زيادة الحدة بهدف توضيح المناطق التي أصبحت مشوشة في الصورة السلبية نتيجة التعرض لـexposure لمدة طويلة أو بسبب استخدام عدسة ذات فتحة واسعة / عدسة «سريعة».

#### ديجيتال
أصبح تقنيع زيادة الحدة خيارا آليا في تطبيقات التحرير الرقمية. حيث تقدم التطبيقات المتطورة هذه الخاصية كأداة أو كفلتر في معظم مجموعات التحرير المتوفرة الخاصة بتعديل حدة الصورة. حوسبة عملية «تقنيع زيادة الحدة» معقدة أكثر من أي خوارزميات زيادة حدة أخرى، ولكنها تنتج صورا أعلى جودة من غيرها من العمليات.